# Urpeth
Urpeth (Urpeth Grange) ist ein Dorf in der Grafschaft Durham, England. Es liegt in der Nähe von  Ouston und Beamish, nahe der Grenze zu Tyne and Wear. Die bei der Volkszählung 2011 ermittelte Gemeindebevölkerung betrug 3630 Einwohner.
Urpeth war zunächst ein  Kohlebergbaugebiet mit mehreren Kohleflözen, die an verschiedenen Orten im Gebiet der heutigen Siedlung abgebaut wurden. Die Urpeth-Zeche war im Besitz der Birtley Iron Company und beschäftigte in seiner Blütezeit 300 Männer und Jungen. Die Koksöfen vor Ort produzierten täglich bis zu 470 Tonnen Koks.
Geografisch gesehen liegt Urpeth westlich von Ouston und ist von Feldern und sanften Hügeln umgeben. Es gibt dort einen Hügel, der aus der Kohle der Zechen Ouston und Urpeth entstand. Der Hügel bietet Kindern die Möglichkeit, im Winter zu rodeln und ist ganzjährig auch beliebtes Ausflugsziel für Spaziergänger und Hundehalter.
Derzeit gibt es in Urpeth zwei größere Geschäfte, einen Zeitungskiosk und das The Cherry Tree Pub.
Urpeth war einst Standort einer umstrittenen Deponie. Der Standort wurde zusammen mit drei weiteren Standorten in Kibblesworth, Ryton und Cowpen Bewley für die Entsorgung schwach radioaktiver Abfälle genutzt. In den späten 1990er Jahren wurde der Standort geschlossen.